# Güttinger elektronische Rechengeräte
Die Firma Güttinger elektronische Rechengeräte AG wurde 1957 durch Walter Güttinger, Diplomelektroingenieur ETHZ, in Teufen AR gegründet und als Alleininhaber geführt. Anfänglich wurden Analogrechner entwickelt. An der Interkama in Düsseldorf stellte sich die Firma 1957 mit dem Rechner AR 2 der internationalen Fachwelt vor. Eine erste Lieferung erfolgte 1958 an die Maschinenfabrik Oerlikon (MFO). Zu den nachfolgenden Lieferungen von Analogrechnern zählte 1960 eine Anlage für das RWE-Kernkraftwerk Kahl. Bestimmte Kundenwünsche konnten nur Digitalrechner erfüllen. Die noch kleine Firma beschloss, auf die Entwicklung anwendungsspezifischer Digitalrechner für den zivilen Bereich umzustellen und wurde dafür ein erfolgreiches Schweizer Pionierunternehmen.

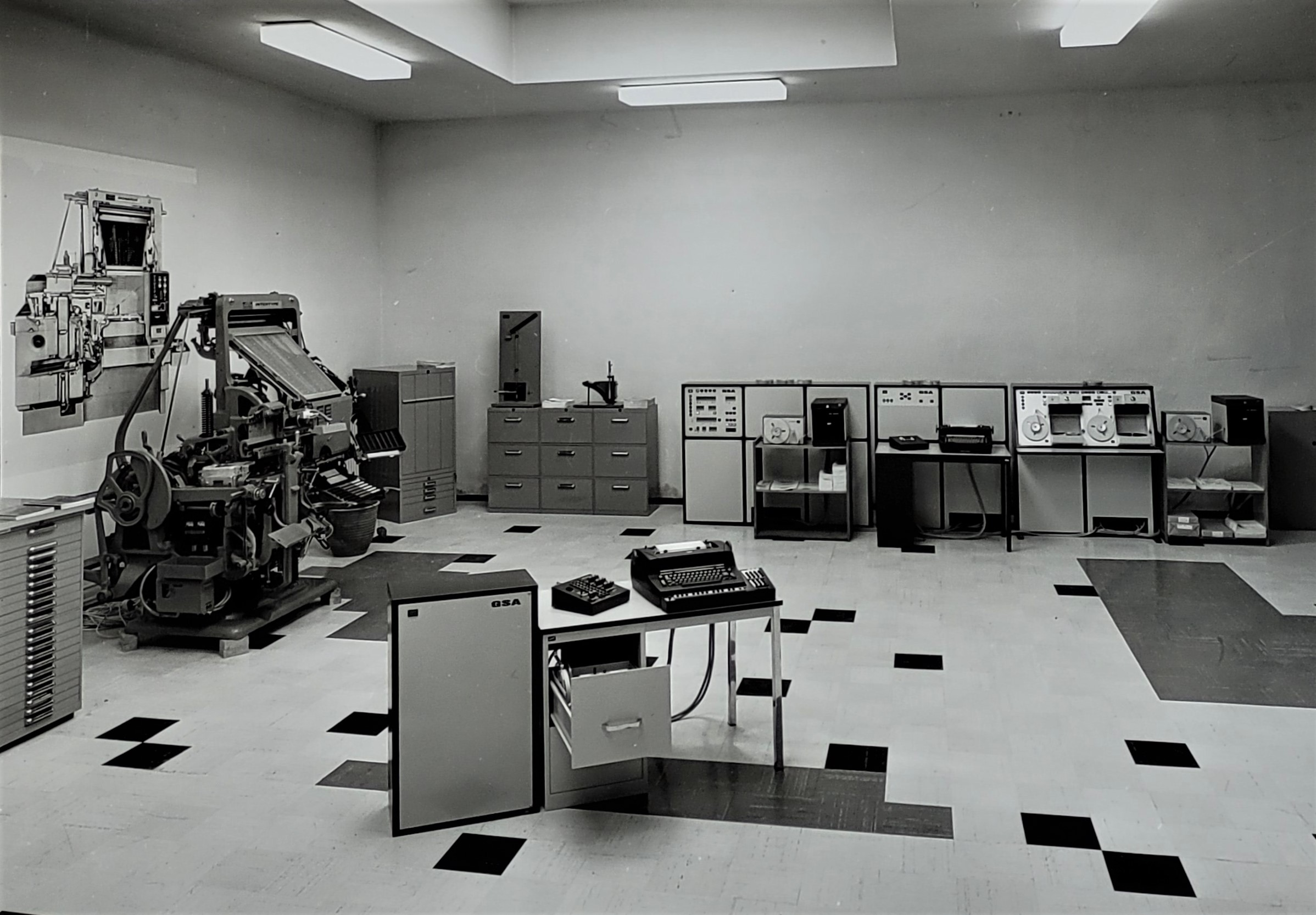
Güttinger Satz-Automatik (GSA) für Zeitungsdruckmaschinen (1968)

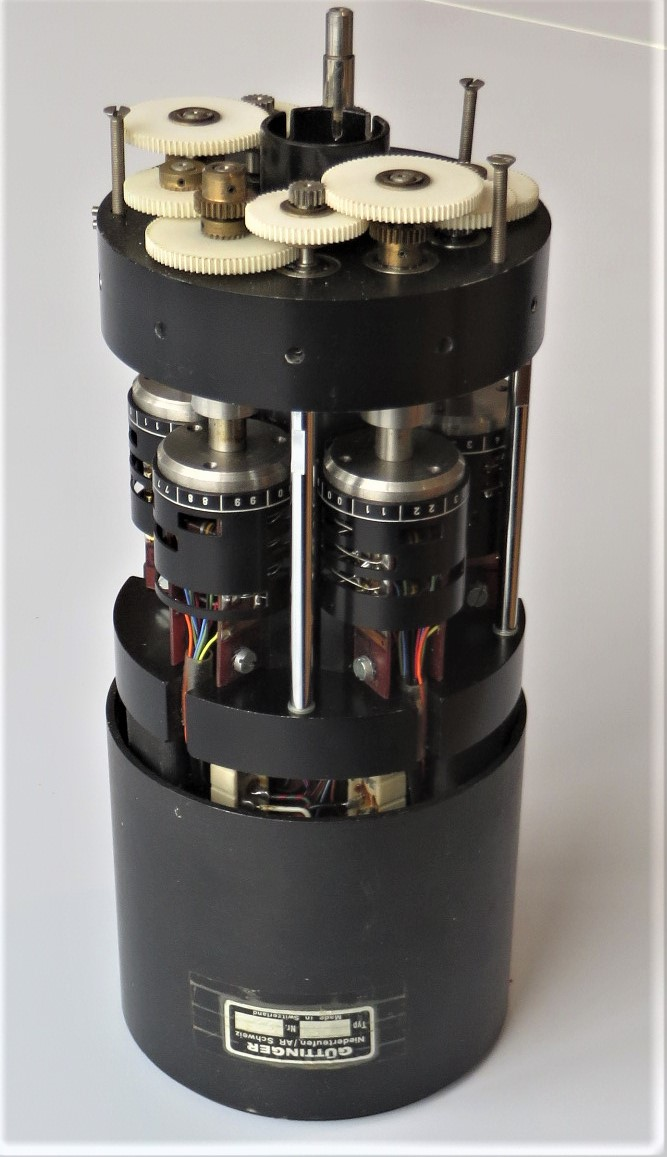
Positionswertgeber der Firma Güttinger (1960), etwa 15 cm lang

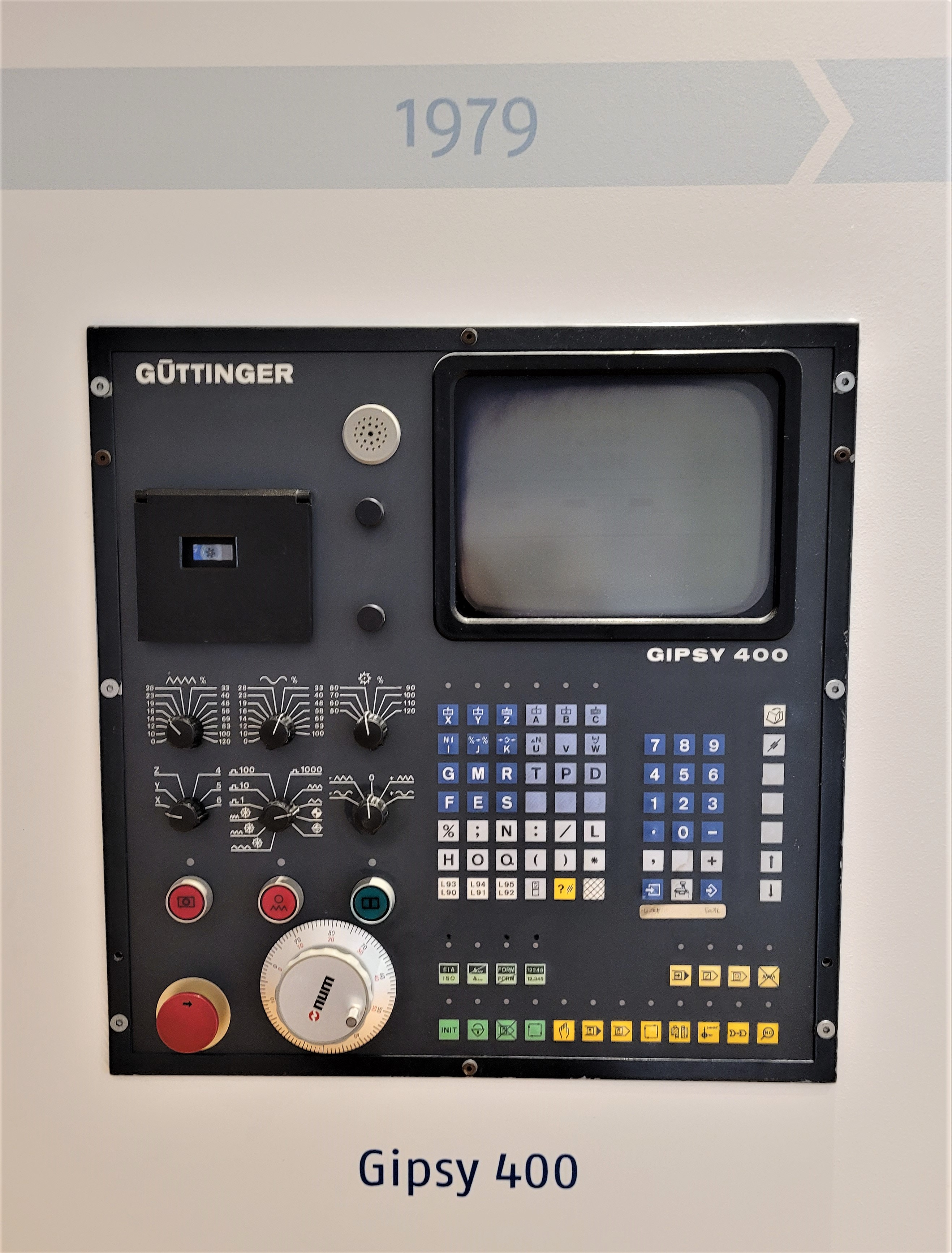
Güttinger Programmier-Panel GIPSY-400 (1979)

Eine Anwendung für deren volltransistorisierte Digitalrechner betraf den Buch- und Zeitungsdruck. Güttinger entwickelte ein automatisches Satzsystem (GSA), welches den Zeilenausgleich für einheitliche Spalten oder Seiten und später auch die Silbentrennung automatisch vornahm. Als Speicher diente vorerst ein Magnetkernspeicher. Über ein Dutzend Zeitungsdruckereien waren bis 1968 mit solchen automatischen Satzsystemen ausgerüstet. Weitere Einsatzgebiete von Güttinger-Rechnern waren Datenverarbeitungssysteme für das Rechnungswesen und zur Steuerung industrieller Prozesse. Schon zuvor lieferte Güttinger ab 1961 die Steuerungselektronik für hochpräzise Zeichentische mit Kurvimeter als automatisches Kartiergerät, genannt Coradomat, der Firma Coradi in Zürich. Sie dienten vor allem der Landesvermessung und Grundbuchämtern. In allen erwähnten Teilgebieten lieferte Güttinger bereits 1963 eigene Digitalrechner. Güttinger beschäftigte 1967 über 100 Mitarbeiter. Güttinger entwickelte und fabrizierte die notwendige Elektronik von Grund auf selbst. Die dafür notwendigen diskreten Komponenten wie Widerstände, Kondensatoren und Halbleiter wurden in grossen Mengen beschafft. Mit etwa einer Million Halbleitern pro Jahr gehörte Güttinger damals zu den bedeutendsten Abnehmern in der Schweiz.
Güttinger gründete 1968 eine deutsche Niederlassung in Bad Waldsee, welche 1971 durch einen Neubau zur Fertigung von Rechnern erweitert wurde.
Die Firma Güttinger wurde 1973 eine Tochterfirma der Sprecher & Schuh AG in Aarau. Die Abteilung für Satzautomatik wurde an die Firma H. Berthold AG in Berlin verkauft. Aus der Abteilung Werkzeugmaschinensteuerungen entstand 1981 die NUM Güttinger AG, welche Teil der französischen Firma NUM S.A. war. Investoren und das Management übernahmen 2006 die NUM S.A. und verlegten den Hauptsitz von Paris zurück nach Teufen AR, von wo aus die international tätige Gruppe CNC-Steuerungen anbietet. Somit wird nach mehr als 60 Jahren an diesem Standort im Kanton Appenzell Ausserrhoden eine industrielle Tätigkeit fortgesetzt, welche in der Firma Güttinger ihren Ursprung hat.